# Quận Polk, North Carolina
Quận Polk là một quận nằm ở tiểu bang Bắc Carolina.  Tại thời điểm năm 2000, quận có dân số 18,324 người. Quận lỵ đóng ở Columbus6.

## Địa lý
Theo Cục điều tra dân số Hoa Kỳ, quận có tổng diện tích 239 dặm Anh vuông (618 km²), trong đó, 238 dặm Anh vuông (616 km²) là diện tích đất và 1 dặm Anh vuông (2 km²)  là diện tích mặt nước.  
Quận có hồ Adger, 5 dặm Anh về phía bắc Columbus.

### Các thị trấn
Quận được chia thành 6 xã: Columbus, Cooper's Gap, Green Creek, Saluda, Tryon, và White Oak.

### Các quận giáp ranh
- Quận Rutherford, Bắc Carolina - Bắc và đông
- Quận Spartanburg, Nam Carolina - Nam-đông nam
- Quận Greenville, Nam Carolina - Nam-tây nam
- Quận Henderson, Bắc Carolina - Tây

## Thông tin nhân khẩu
Theo cuộc điều tra dân số2 tiến hành năm 2000, quận này có dân số 18.324 người, 7.908 hộ, và 5.337 gia đình sinh sống trong quận này. Mật độ dân số là 77 người trên mỗi dặm Anh vuông (30/km²). Đã có 9.192 đơn vị nhà ở với một mật độ bình quân là 39 trên mỗi dặm Anh vuông (15/km²).  Cơ cấu chủng tộc của dân cư sinh sống tại quận này gồm 92,26% White, 5,89% Black hoặc người Mỹ gốc Phi, 0,19% Native American, 0,24% châu Á, 0,03% Pacific Islander, 0,63% từ other races, và 0,76% từ hai hay nhiều chủng tộc.  3,01% dân số là Hispanic hoặc Latino thuộc bất cứ chủng tộc nào.
Có 7,908 hộ trong đó có 23,50% có con cái dưới tuổi 18 sống chung với họ, 56,30% là những cặp kết hôn sinh sống với nhau, 7,90% có một chủ hộ là nữ không có chồng sống cùng, và 32,50% là không gia đình. 28,90% trong tất cả các hộ gồm các cá nhân và 15,00% có người sinh sống một mình và có độ tuổi 65 tuổi hay già hơn.  Quy mô trung bình của hộ là 2,28 còn quy mô trung bình của gia đình là 2,78,
Phân bố độ tuổi của cư dân sinh sống trong huyện là 20,10% dưới độ tuổi 18, 5,80% từ 18 đến 24, 24,20% từ 25 đến 44, 26,30% từ 45 đến 64, và 23,60% người có độ tuổi 65 tuổi hay già hơn.  Độ tuổi trung bình là 45 tuổi. Cứ mỗi 100 nữ giới thì có 90,20 nam giới. Cứ mỗi 100 nữ giới có độ tuổi 18 và lớn hơn thì, có 87,10 nam giới.
Thu nhập bình quân của một hộ ở quận này là $36.259, và thu nhập bình quân của một gia đình ở quận này là $45.096, Nam giới có thu nhập bình quân $29.375 so với mức thu nhập $23.070 đối với nữ giới. Thu nhập bình quân đầu người của quận là $19.804,  

## Các thành phố và thị trấn
- Columbus
- Saluda
- Tryon